# Ledinica
Ledinica – wieś w Słowenii, w regionie Gorenjskim, w gminie Žiri. 1 stycznia 2017 liczyła 70 mieszkańców.